# 121 PO 51 à 86
 (juillet 2024).

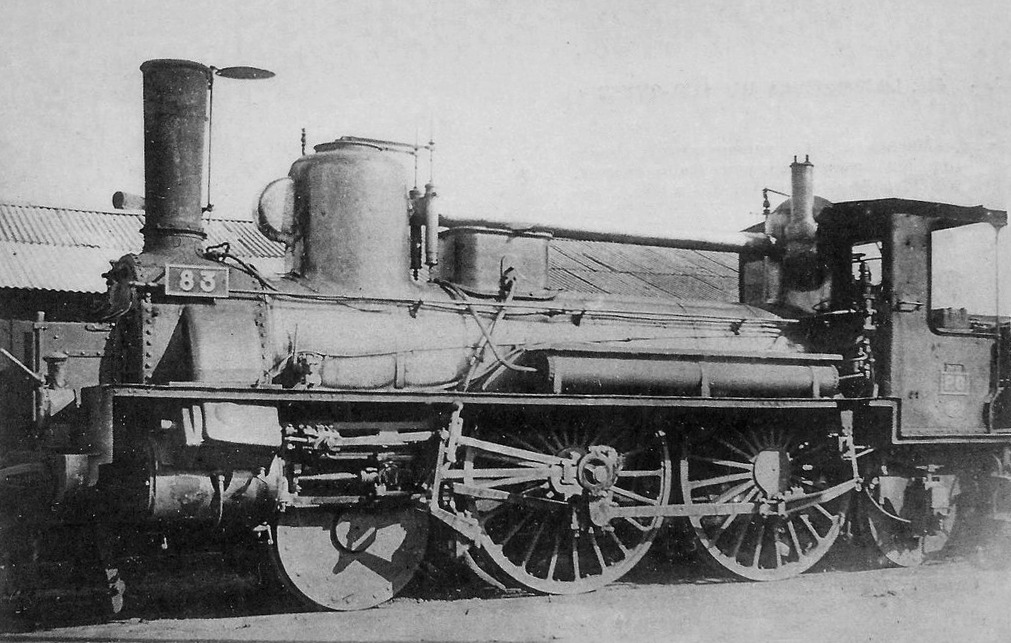
La locomotive 121 PO 83.

Les 121 PO 51 à 86 sont des locomotives de la compagnie du chemin de fer de Paris à Orléans de type 121 Columbia, affectées à la traction des trains rapides et express de voyageurs sur les lignes au profil facile.

## Histoire

### Commandes et immatriculation
Une série de 25 locomotives est construite entre 1885 et 1887 avec des roues motrices de 2 mètres de diamètre pour les lignes au relief peu accidenté.
Une deuxième série de 10 machines est construite en 1894 avec des roues de 2,15 mètres de diamètre et des dimensions plus importantes.
Les locomotives sont immatriculées dans la série 51 à 86 puis 121-51 à 121-86. En 1938, lors de la création de la SNCF, elles deviennent les 4-121 A 51 à 4-121 A 86. 

### Détail des livraisons

#### Première série
- N° 51 à 60, livrées en 1885 par la SACM
- N° 61 à 76, livrées en 1886 par la Société de construction des Batignolles

#### Deuxième série
- N° 77 à 86, livrées en 1894 par la SACM.

## Caractéristiques

### Première série (n° 51 à 76)
- Empattement : 5,70 m
- Poids à vide : 41,8 t
- Poids du tender : 24,2 t
- Capacité en eau du tender : 10 000 litres
- Capacité en charbon du tender : 3 t
- Diamètre des roues motrices : 2 m
- Diamètre et course des cylindres : 440 x 650 mm
- Pression dans la chaudière : 9 bars
- Surface de grille : 1,62 m2
- Surface de chauffe : 137,06 m2

### Deuxième série (n° 77 à 86)
- Empattement : 6,40 m
- Poids à vide : 54,7 t
- Poids du tender : 33,65 t
- Capacité en eau du tender : 14 650 litres
- Capacité en charbon du tender : 5 t
- Diamètre des roues motrices : 2,15 m
- Diamètre et course des cylindres : 450 x 700 mm
- Pression dans la chaudière : 13 bars
- Surface de grille : 2,16 m2
- Surface de chauffe : 144,48 m2[2].